# クラナド
クラナド（Clannad）は、アイルランドのポピュラー音楽／アイルランド音楽グループである。フォーク音楽やジャズの要素を含んだ彼らの独特の音楽性は国外でも広く評価されており、1999年には『ランドマーク』でグラミー賞のニューエイジ・アルバム部門を受賞した。クラナドは、かつてエンヤ（Eithne）が参加していたことでも知られている。また、リード・ヴォーカルのモイア（Máire）はエンヤの実姉である。
グループ名の「Clannad」は、アイルランド語の「An Clann as Dobhair」が縮まったもので、これは「入り江（の村）から来た家族」を意味している。

## 来歴
1969年、ドニゴール県北西部の村、グウィードア (Gweedore / Gaoth Dobhair) に住むブレナン一家の兄弟、モイア (Máire)、キアラン (Ciarán)、ポール (Pól) の三人が、彼らの叔父であるノエル・ドゥガン（Noel Duggan）、ポーリック・ドゥガン（Pádraig Duggan）の双子と共に、父親のレオの経営するパブ Tábhairne Leo（英語: Leo's Tavern）で音楽を演奏し始めたのがそもそもの始まりである。
その後、1973年に最初のアルバムClannadを発表、1980年には妹のエンヤが加わった。1981年にアルバム『フアム（Fuaim）』が発表された後、エンヤはこのグループから離れた。
1982年にはITV (イギリス)制作ドラマのテーマソング『ハリーズ・ゲームのテーマ（Theme from Harry's Game）』がヒット。ハリーズ・ゲームとは、BBCで昔から放映されている小鬼を主人公とした世俗風刺寸劇であるが、本ドラマはそのタイトルのみを借用し、IRAに潜入したハリーと言う名のMI6覆面捜査官を主人公とした悲劇ドラマである。英国とアイルランドの軋轢を描いたイギリスのドラマに、あえてアイルランドのクラナドが起用された。本楽曲はその後もケルティック・ウーマン等によってカヴァーされている。
1985年、U2のボノと共演したシングル『In a Lifetime』（アルバム『Macalla』収録）が世界でも話題となる。また、最初のベストアルバム『パースト・プレゼント』(Past Present) が1989年に発表された後、ポールが脱退した。
1999年、第41回グラミー賞において『ランドマーク』が最優秀ニューエイジ・アルバムを受賞した。
2012年2月に『ランドマーク』以来、14年ぶり、ポール復帰後初となる新アルバムが制作中であると発表され、2013年11月にアルバム『Nadur』としてリリースされた。ポールのアルバム参加は、1989年の『Sirius』以来である。
2016年にポーリックが、2022年にノエルが亡くなった。2022年から2023年かけて、2019年に予定が発表されコロナ禍により延期されていた、最後のワールドコンサートツアーIn a Lifetime farewell tour中である。

## ディスコグラフィ

### スタジオ・アルバム
- Clannad (1973年)
- Clannad 2 (1974年)
- 『デュラマン』 - Dúlamán (1976年)
- Crann Ull (1980年)
- 『フアム』 - Fuaim (1982年)
- 『妖精の詩～マジカル・リング』 - Magical Ring (1983年)
- 『レジェンド』 - Legend (1984年) ※サウンドトラック
- 『マカラ』 - Macalla (1985年）
- 『シリウス』 - Sirius (1987年)
- Atlantic Realm (1989年) ※サウンドトラック
- The Angel and the Soldier Boy (1989年) ※サウンドトラック
- 『アネム(魂)』 - Anam (1990年)
- 『バンバ～ケルトへの旅』 -  Banba (1994年)
- 『ロアー』 - Lore (1996年)
- 『ランドマーク』 - Landmarks (1997年) ※第41回グラミー賞、最優秀ニューエイジ・アルバム
- Nádúr (2013年)

### ライブ・アルバム
- Clannad in Concert (1979年)
- Clannad: Live in Concert (2005年)
- Clannad: Christ Church Cathedral (2012年)
- Turas 1980 (2018年)